# Retipenna notata
Retipenna notata är en insektsart som först beskrevs av Navás 1910.  Retipenna notata ingår i släktet Retipenna och familjen guldögonsländor. Inga underarter finns listade i Catalogue of Life.